# 바오지시
바오지(보계, 중국어 간체자: 宝鸡, 병음: Bǎojī)는 중화인민공화국 산시성 (섬서성)에 위치하는 지급시이다. 산시 성 서부에 위치하고 셴양시, 시안시, 한중시, 톈수이 시, 핑량 시와 접한다. 봉상현에는 진나라의 수도 옹성이 있었다. 기산현에 오장원이 있다.

## 지리
2001년 인구 조사에 따르면 바오지의 인구는 367만명으로 중국에서 25번째로 큰 도시였다. 도시 자체의 인구는 약 80만명이다. 언덕으로 삼면이 둘러싸여있고 동쪽이 계곡으로 열려있다. 친링산맥과 웨이 계곡, 한수이 상류 사이의 통로를 통제할 수 있는 전략적인 위치에 있다. 바오지는 고대에 시안과 서쪽 우웨이, 카슈가르, 파르티아를 연결하는 최북단 길로 길이 2,600km의 북 비단길이 통과하던 곳이다.

## 기후
| 바오지시의 기후                                               | 바오지시의 기후 | 바오지시의 기후 | 바오지시의 기후 | 바오지시의 기후 | 바오지시의 기후 | 바오지시의 기후 | 바오지시의 기후 | 바오지시의 기후 | 바오지시의 기후 | 바오지시의 기후 | 바오지시의 기후 | 바오지시의 기후 | 바오지시의 기후 |
| 월                                                            | 1월             | 2월             | 3월             | 4월             | 5월             | 6월             | 7월             | 8월             | 9월             | 10월            | 11월            | 12월            | 연간            |
| ------------------------------------------------------------- | --------------- | --------------- | --------------- | --------------- | --------------- | --------------- | --------------- | --------------- | --------------- | --------------- | --------------- | --------------- | --------------- |
| 역대 최고 기온 °C (°F)                                        | 20.7 (69.3)     | 27.0 (80.6)     | 31.4 (88.5)     | 36.2 (97.2)     | 38.4 (101.1)    | 41.7 (107.1)    | 40.9 (105.6)    | 41.6 (106.9)    | 40.0 (104.0)    | 33.0 (91.4)     | 26.2 (79.2)     | 23.2 (73.8)     | 41.7 (107.1)    |
| 일평균 최고 기온 °C (°F)                                      | 5.6 (42.1)      | 9.5 (49.1)      | 15.2 (59.4)     | 21.9 (71.4)     | 26.4 (79.5)     | 30.8 (87.4)     | 31.9 (89.4)     | 29.6 (85.3)     | 24.3 (75.7)     | 18.8 (65.8)     | 12.7 (54.9)     | 7.0 (44.6)      | 19.5 (67.1)     |
| 일일 평균 기온 °C (°F)                                        | 0.6 (33.1)      | 4.1 (39.4)      | 9.5 (49.1)      | 15.6 (60.1)     | 20.1 (68.2)     | 24.4 (75.9)     | 26.3 (79.3)     | 24.6 (76.3)     | 19.5 (67.1)     | 13.7 (56.7)     | 7.4 (45.3)      | 1.9 (35.4)      | 14.0 (57.2)     |
| 일평균 최저 기온 °C (°F)                                      | −2.8 (27.0)     | 0.3 (32.5)      | 5.1 (41.2)      | 10.5 (50.9)     | 14.9 (58.8)     | 19.3 (66.7)     | 22.0 (71.6)     | 20.9 (69.6)     | 16.2 (61.2)     | 10.3 (50.5)     | 3.8 (38.8)      | −1.5 (29.3)     | 9.9 (49.8)      |
| 역대 최저 기온 °C (°F)                                        | −13.9 (7.0)     | −11.4 (11.5)    | −5.3 (22.5)     | −1.7 (28.9)     | 4.8 (40.6)      | 10.0 (50.0)     | 12.9 (55.2)     | 13.2 (55.8)     | 6.0 (42.8)      | −2.0 (28.4)     | −8.0 (17.6)     | −16.1 (3.0)     | −16.1 (3.0)     |
| 평균 강수량 mm (인치)                                         | 7.1 (0.28)      | 10.3 (0.41)     | 24.4 (0.96)     | 40.9 (1.61)     | 62.8 (2.47)     | 80.1 (3.15)     | 104.0 (4.09)    | 111.4 (4.39)    | 117.5 (4.63)    | 56.7 (2.23)     | 18.2 (0.72)     | 4.6 (0.18)      | 638 (25.12)     |
| 평균 강수일수 (≥ 0.1 mm)                                      | 4.2             | 4.6             | 7.1             | 7.2             | 10.2            | 9.9             | 10.6            | 11.1            | 12.6            | 10.6            | 6.0             | 3.3             | 97.4            |
| 평균 강설일수                                                 | 5.2             | 3.8             | 1.4             | 0.1             | 0               | 0               | 0               | 0               | 0               | 0               | 1.2             | 2.9             | 14.6            |
| 평균 상대 습도 (%)                                            | 58              | 59              | 58              | 58              | 59              | 60              | 66              | 72              | 76              | 74              | 69              | 61              | 64              |
| 평균 월간 일조시간                                            | 116.2           | 114.2           | 147.4           | 177.2           | 190.7           | 187.3           | 187.5           | 155.8           | 118.6           | 123.2           | 122.9           | 123.3           | 1,764.3         |
| 가능 일조율                                                   | 37              | 37              | 39              | 45              | 44              | 43              | 43              | 38              | 32              | 36              | 40              | 40              | 40              |
| 출처: 중국기상국 (평년값: 1991년~2020년, 극값: 1971년~2010년) |                 |                 |                 |                 |                 |                 |                 |                 |                 |                 |                 |                 |                 |

## 역사
당나라 초기에 번성했으나 그 뿌리는 BC2000년까지 거슬러 올라간다. 주나라 및 진나라의 발상지이고, 많은 유적이 남아있는 것 외에도 훌륭한 청동기가 다수 출토되고 있다.
기원전 762년에 진창성(陳倉城)이 지어졌다. 기원전 206년, 진의 무장 장한은, 진창에서 유방의 부하 한신에게 패배한다. 757년, 진창산(현재의 지펑 산)에서 닭(石鶏)이 운 것에서 보계(宝鶏)로 개칭되었다.
현재는 대규모 공업 중심지이다. 철도가 1937년에 바오지에 처음 연결되었고 현대의 성장의 중요한 역할을 했다. 바오지는 또한 베이징, 상하이, 시안으로부터 간쑤, 쓰촨, 티베트로 가는 길이 통과하기 때문에 중국 서부와 동부를 연결하는 관문으로 여겨진다. 바오지 현에 위치한 파먼 사는 부처의 손가락 뼈가 있는 곳 중 하나이다.

## 행정 구역

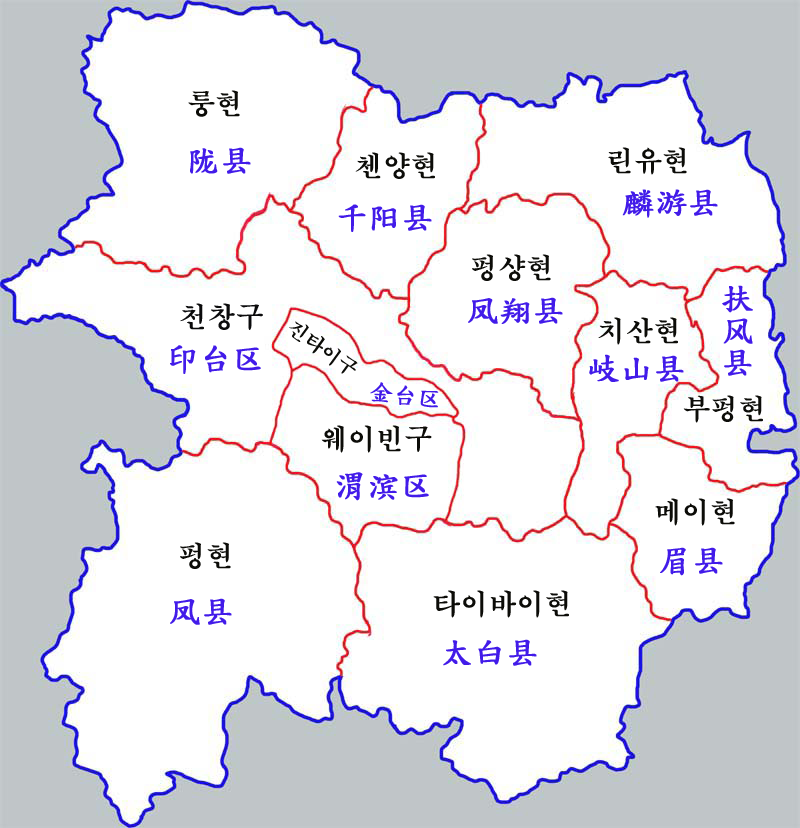
바오지시 현급 행정구역도

4개 시할구, 8개 현을 관할한다.
시할구
- 웨이빈구(渭滨区)
- 진타이구(金台区)
- 천창구(陈仓区)
- 펑샹구(凤翔区)

현
- 치산현(岐山县)
- 푸펑현(扶风县)
- 메이현(眉县)
- 룽현(陇县)
- 첸양현(千阳县)
- 린유현(麟游县)
- 펑현(凤县)
- 타이바이현(太白县)